# Фрэнкмьюзик
Винсент Фрэнк (настоящее имя Винсент Джеймс Тёрнер, родился 9 октября 1985 года на юге Лондона, в округе Торнтон Хит, район Кройдон) — британский музыкант и певец, работающий под творческим псевдонимом Фрэнкмьюзик (англ. Frankmusik). Фрэнк — фамилия деда, которую артист взял в его честь. Имя Винсент он получил в честь песни Дона МакЛина «Vincent».

## Биография
Фрэнкмьюзик учился в школе-интернате Christ’s Hospital в Западном Суссексе со своим лучшим другом Эндрю Хидли. Он прошёл годовой основной курс в Центральном колледже искусства и дизайна Сент-Мартина, после чего поступил в Лондонский колледж моды, где начал изучать дизайн модных аксессуаров, но, не закончив, ушёл оттуда и посвятил себя музыке. Дебютный альбом Фрэнкмьюзика Complete Me вышел 3 августа 2009 года, чему предшествовал выход нескольких мини-альбомов. Первый мини-альбом, Frankisum EP вышел в свет осенью 2007 года на лейбле Apparent Records, который Винсент Фрэнк основал совместно с продюсером Дэвидом Норландом. В декабре 2008 года Фрэнкмьюзик попал в лонг-лист голосования Sound of 2009, устроенного BBC. Кроме работы над собственным проектом, он сделал несколько десятков ремиксов на песни разных артистов, в том числе «Love Etc.» группы Pet Shop Boys, «Eh Eh (Nothing Else I Can Say)» Леди Гага, «Fascination» и «10,000 Nights» группы Alphabeat, «Relax, Take It Easy» Мики, «Perfect Symmetry» группы Keane и «Move» бразильской рок-группы CSS. Кроме того, Фрэнкмьюзик записал кавер-версии «Rehab» Эми Уайнхаус, «It’s A Sin» Pet Shop Boys, «Such Great Heights» The Postal Service и «Every Breath You Take» The Police. Также он продюсировал музыку других исполнителей, например, песню «First Place» в альбоме Тинчи Страйдера Catch 22. Некоторое время Фрэнк занимался битбоксом под псевдонимом Mr. Mouth, и под ним же участвовал в шоу талантов Let Me Entertain You, в котором дошёл до финала.
Первой радиостанцией в Великобритании, поддержавшей Фрэнкмьюзика и включавшей треки из его альбома Complete Me, стала Gaydar Radio. Росту его популярности также поспособствовала местная радиостанция юго-западного Лондона 107.8 Radio Jackie, одной из первых выпустившая в эфир его музыку. Дебютный альбом Фрэнкмьюзика Complete Me, в продюсировании которого принял участие Стюарт Прайс, достиг 13 места в чарте UK Albums 17 августа 2009 года. Выпущено два сингла из альбома: «Better Off As 2» и «Confusion Girl». 8 июля 2009 года второй сингл из альбома вошёл в основной плей-лист радиостанции BBC Radio 1. В музыкальном видео к этому синглу снялась бывшая подружка артиста, актриса Холли Валанс. На музыкальном фестивале в Гластонбери в 2009 году (первое выступление там Фрэнкмьюзика) было объявлено, что следующим выпущенным синглом станет композиция «Time Will Tell».
В январе и феврале 2009 года Фрэнкмьюзик выступал «на разогреве» у группы Keane в их турне Perfect Symmetry tour в Великобритании. В марте 2009 года выступил в качестве приглашённой звезды на National Student Pride в клубе Digital в Брайтоне, наряду с Джоди Харш и вокалистом The Feeling Дэном Гиллеспи Селлсом. В июне 2009 года выступал на разогреве у Pet Shop Boys в их мировом турне Pandemonium Tour в Лондоне и Манчестере. В поддержку альбома Complete Me Фрэнкмьюзик устроил короткое турне, начавшееся в Брайтоне 17 июля и продолжившееся в Лондоне, Глазго и Манчестере. 18 августа 2009 было анонсировано более пространное турне по Великобритании, которое должно состояться в ноябре и декабре 2009 года. Два дня спустя, 20 августа 2009 было объявлено, что Фрэнкмьюзик осенью 2009 года присоединится к турне Perez Hilton Presents tour. Также Фрэнкмьюзик блистательно выступил на стадионе 02 Arena в шоу 3D ELEKTRO RAVE, где также участвовали дуэт Caspa & Rusko, Тинчи Страйдер, High Contrast и Dancing Robot Music.

## Дискография

### Студийные альбомы
- 2009 Complete Me
- 2009 Re-Complete Me (альбом "Complete Me" + бонусный CD с 37-минутным ремиксом на песни из альбома "Complete Me")
- 2009 Completely Me (акустическая версия альбома Complete Me)
- 2011 Do It In The AM
- 2011 The Voyage Collection (бонусный онлайн-альбом)
- 2013 Between
- 2013 Between Us (акустическая версия альбома "Between")
- 2014 By Nicole
- 2015 For You

### Мини-альбомы и синглы
| Год  | Название                                                              |
| ---- | --------------------------------------------------------------------- |
| 2007 | «Frankisum»                                                           |
| 2008 | «In Step/Done Done»                                                   |
| 2008 | «3 Little Words»                                                      |
| 2009 | «Better Off As Two»                                                   |
| 2009 | «Confusion Girl»                                                      |
| 2009 | «Time Will Tell»                                                      |
| 2009 | «I Got Soul» (with Young Soul Rebels)                                 |
| 2010 | «Losing Streak» (featuring Computer Club)                             |
| 2011 | «The Fear Inside»                                                     |
| 2011 | «Long Live FrankMusik Part 1 — EP»                                    |
| 2011 | «Long Live FrankMusik Part 2 — EP»                                    |
| 2011 | «Long Live FrankMusik Part 3 — EP»                                    |
| 2011 | «Rocketeer (Live From The Cherrytree House)» (with Far East Movement) |
| 2011 | «Do It In The AM» (with Far East Movement)                            |
| 2011 | «No I.D.» (with Colette Carr)                                         |
| 2012 | «Better Than A BMX» (Hervé with Frankmusik)                           |
| 2012 | «So You're Alive»                                                     |
| 2012 | «The SOPA Opera EP» (as Vincent Did It)                               |
| 2012 | «Fast As I Can»                                                       |
| 2013 | «Maps»                                                                |
| 2013 | «Far+From+Over EP»                                                    |
| 2013 | «Far+From+Over EP» (Instrumental)                                     |
| 2013 | «Chasing Shadows»                                                     |
| 2013 | «Captain» (Acoustic)                                                  |